# Triptognathus bolivari
Triptognathus bolivari är en stekelart som först beskrevs av Berthoumieu 1894.  Triptognathus bolivari ingår i släktet Triptognathus och familjen brokparasitsteklar. Inga underarter finns listade i Catalogue of Life.